# Автономная Республика Кохинхина
Автономная Республика Кохинхина (вьет. Cộng hòa Tự trị Nam Kỳ, фр. République autonome de Cochinchine) — государственное образование, существовавшее в южной части Вьетнама в 1946—1948 годах.

## История

### Предыстория
До Второй мировой войны на территории Вьетнама были организованы три территориальные единицы, колония Кохинхина, королевство Аннам и протекторат Тонкин. Вместе с Камбоджей они входили в состав колониальной единицы Индокитайский Союз.

### 1945-1946 года
После Второй мировой войны 2 сентября 1945 года на всей вьетнамской территории коммунистами была провозглашена Демократическая Республика Вьетнам. Но признания новой республике ещё нужно было добиваться. В конце сентября на север страны в провинции, граничащие с Китаем вошли 200 тысяч солдат войск Чан Кайши, где начали уничтожать новую революционную власть. А на юге высадились британские войска под предлогом разоружения японской армии.
21 октября 1945 года объединённые войска французов и британцев начали наступление на дельту Меконга и к февралю 1946 года они контролировали главные города Намбо, южную часть Чунгбо и плато Тэйнгуен, где была провозглашена автономная республика горных народностей.
28 февраля 1946 года французы договорились с чанкайшистами об обмене китайских войск на 4000 французов, которые в это время находились на юге Китая. Руководству новой республики пришлось пойти на компромисс и заключить соглашение от 6 марта 1946 года, в котором Франция признала независимость Демократической Республики Вьетнам в составе Индокитайского Союза. Вопрос об объединённом Вьетнаме должен был решаться на референдуме.

## Создание автономии
На втором раунде переговоров 24 марта 1946 года в бухте Халонг, Хо Ши Мин и верховный комиссар Д’Аржанльё показали, что по-разному понимают статус ДРВ. Не принесли результатов и переговоры 17 апреля в Далате. Хо Ши Мин стал добиваться переноса переговоров в Париж, где, как он считал, удастся подключить французскую компартию общественное мнение и объяснить свою позицию политическим кругам Франции. 26 апреля в Париж вылетела делегация, во главе с Фам Ван Донгом. В конце мая, в качестве гостя был приглашён и Хо Ши Мин.
1 июня 1946 года, когда самолёт с главой правительства ДРВ на пути в Париж, делал пересадку в Каире, верховный комиссар Д’Аржанльё заявил, что соглашение от 6 марта между Хо Ши Мином и Сентини не распространяется на территорию Кохинхины, где образуется Автономная Республика Кохинхина.

## Расформирование
В конце 1946 года началась Индокитайская война. В 1947—1948 годах Франция, стараясь найти политическое решение конфликта, решила сделать ставку на националистов. Начались переговоры с проживавшим в Гонконге бывшим императором Бао Даем, но тот отказывался возвращаться до разрешения вопроса с Кохинхиной.
27 мая 1948 года президент Кохинхины Нгуен Ван Суан сформировал Временное центральное правительство Вьетнама, взявшее под своё управление Аннам и Тонкин помимо Кохинхины. 23 апреля 1949 года Территориальная ассамблея Кохинхины проголосовала за вхождение в состав Вьетнама; это решение было ратифицировано французским парламентом 20 мая. 14 июня было провозглашено создание Государства Вьетнам.

## Флаг
Первоначальный вариант повторял флаг Аннама, только вместо чёрной зубчатой каймы жёлтое полотнище обрамлялось синей.
15 июля 1946 года в официальной газете автономии был представлен новый флаг, который стал государственным. Он представлял собой жёлтое полотнище, в середине которого от края до края проходили три горизонтальные полосы голубого цвета. Эти полосы символизировали три региона, Аннам, Тонкин и Кохинхину.